# La lettera (film 1999)
La lettera è un film del 1999, diretto da Manoel de Oliveira, vincitore del Premio della giuria al 52º Festival di Cannes.
Il soggetto è tratto dal romanzo La principessa di Clèves di Madame de La Fayette.

## Trama
La storia è introdotta da un assolo di sassofono eseguito per presentare una usuale esibizione di Pedro Abrunhosa, star internazionale. La canzone iniziale non è un sottofondo, è l'inizio del filo del racconto, Pedro lascia il camerino per entrare in scena, l'inquadratura non lo segue, rimane fissa sullo specchio dove era riflesso mentre si sente la sua musica che si dispiega. Cambia scenario, l'ambiente è totalmente diverso, dalla trasgressione del mondo del rock si passa alla ricchissima gioielleria situata all'interno della Fondazione Gulbenkian di Parigi, dalla liberazione istintiva alla più stretta osservanza della forma. La maschera intravista dell'idolo i cui occhi sono perennemente coperti da occhiali scuri come per difendersi dal proprio pubblico cede il passo alla delicatezza del viso della giovane Catherine de Chartres che a mala pena riesce a gestire la corte stucchevole del giovane e immaturo François de Guise. La ragazza emana un fascino particolare che colpisce a pieno Monsieur de Clèves, la cui solida posizione nella società, è un medico che gode di una grande reputazione, è completata in tale modo dall'innamoramento. Inizialmente la giovane è sfuggente, addirittura usa il suo giovane corteggiatore per allontanarsi dal prestigioso dottore per assistere, quasi una scusa, all'esibizione della pianista classica Maria João Pires. È palese intanto che Catherine accetta la corte, scegliendo la solidità e la sicurezza come ancora di salvataggio per la propria vita. Ciò fa impazzire François de Guise la cui perdita di ogni rapporto con la realtà si fa sempre più grave. Dai dialoghi tra Madame de Chartres, la madre, e la sua amica Madame de Silva, si percepisce la soddisfazione delle due donne, la cui complicità è molto profonda tanto da lasciare, nel film, Monsieur Da Silva abbastanza in ombra. Catherine diventa Madame de Clèves. Inserita la didascalia ricorrente, che rimanda al cinema muto, nella scena successiva vediamo per la prima volta anche le immagini del magnetico Pedro Abrunhosa che, la stessa sera che Maria João Pires suonava per gli invitati alla Fondazione Gulbenkian, dava un concerto nella stessa Parigi. Nel film il pezzo, É Difícil, è presentato integralmente, in una versione hard rock come si conviene a un certo tipo di eventi per quanto concerne la musica, le immagini percepite sono, invece, di tipo teatrale. Tutt'altra versione della canzone quella che subentra con continuità all'esibizione del concerto, dopo che il direttore del Centro Gulbenkian aveva invitato Pedro Abrunhosa a cantare in occasione di una serata di gala. Il pianoforte suonato dallo stesso inframezzato dalla propria voce sulla base di accordi di chitarra classica illumina letteralmente Catherine, che è presente alla soirée, appena tornata dalla breve luna di miele e stabilitasi a Parigi insieme al marito Monsieur de Clèves. La scintilla che scatta tra Pedro e Catherine trasforma entrambi, l’espressione dei loro volti si addolcisce, vengono presentati l'una all'altro, restano il timore e la resistenza di Catherine al lasciarsi andare e gli occhiali neri che Pedro non si toglie e, per inciso, mai si toglierà. L'esibizione di Pedro Abrunhosa al Gulbenkian conquista tutti ed è giudicata di altissimo livello dal sofisticato pubblico, arriva anche al cuore di Madame de Chartres che proprio per questo ritiene l'uomo pericoloso per la stabilità di Catherine. Ella si ammala gravemente e dal letto di morte mette in guardia e supplica la figlia di non lasciarsi andare all'attrazione per Pedro Abrunhosa, che una tale possibilità l'avrebbe portata al disonore e alla perdita della propria reputazione, che le era vicina nel conflitto profondo e nella purezza dimostrata. Pedro Abrunhosa non esita a presentarsi nella casa di campagna dove si era ritirata la donna assistita dai familiari in seguito alla grave malattia. Catherine lo riceve appena, non le permette la visita, lo affida al marito per un'accoglienza di circostanza. Catherine dal piano superiore nota che Pedro, rimasto solo per un po' nel soggiorno, si mette nella tasca della giacca la cornice ovale contenente la sua foto. Intanto il cantante, nel pieno del trionfo americano, venuto a sapere della morte di Madame de Chartres, ottenuto un permesso dal suo impresario, riprende il primo aereo disponibile per Parigi. Attendendo all'interno del cimitero l'arrivo del corteo funebre Pedro Abrunhosa è colpito da un gruppo scultoreo che rappresenta tre donne in tre diverse fasi della vita, una giovanetta che abbraccia le altre due, una nella fresca maturità con berretto frigio che solleva un soldato evidentemente ferito e una anziana, in preghiera, vestita da religiosa. All'interno della cerimonia funebre le condoglianze riavvicinano, in un certo senso, Catherine, accompagnata dal marito, e Pedro. Un rombo di auto sportiva e lussuosa, qualche giorno dopo, annuncia la visita di Pedro Abrunhosa a Madame e Monsieur De Clèves. Catherine non lo riceve. L'uomo riparte per New York, Catherine sente il bisogno di fare visita a una sua amica d'infanzia divenuta suora con la quale ha un rapporto personale profondo, lei sa per esempio che il velo di tristezza che l'accompagna è dovuto a un amore finito male. In una visita successiva Catherine confida all'amica l'impossibilità di vivere con serenità l'ambiente che la circonda, pur nella tranquillità familiare e nella frequentazione di amici cari quali i Da Silva, particolarmente nell'intesa che la lega a Madame da Silva. È proprio durante un tranquillo convegno familiare tra de Charters e i da Silva, riuniti davanti alla televisione, che l'apatia di Catherine è scossa alla notizia di un incidente stradale che ha coinvolto Pedro Abrunhosa. La reazione di Catherine non sfugge al marito. L'amica religiosa, con la quale ha un nuovo incontro, è molto affettuosa con lei, verbalizza serenamente che pur vivendo la coppia un momento difficile, Catherine deve rammentarsi di non aver fatto nulla di male, di non pentirsi di niente, che il conflitto interiore è qualcosa di oggettivo. Il convento, fondato da Angélique Arnauld, che introdusse il giansenismo in Port-Royal, era posto accanto all'ospedale dove era ricoverato Pedro Abrunhosa. Catherine, che aveva appena confessato all'amica religiosa di essere innamorata di un altro uomo, decide di andare ad informarsi sul suo stato di salute lasciando interdetto il medico dell'ospedale, amico del marito, e ancor di più François de Guise che inaspettatamente si trovava sul posto. Costui, nel tallonamento disperato della ragazza che torna alla propria macchina perde la vita travolto da un'auto. Catherine nell'incontro con il marito, si ritrova sicura per quanto riguarda la propria resistenza a una passione che ritiene di per sé insana, libera da sensi di colpa anche grazie all'aiuto della sua amica religiosa, chiarisce ogni ombra che Monsieur de Clèves le pone nell'animo, come ad esempio la reazione esageratamente emotiva di fronte alla notizia dell'incidente di Pedro Abrunhosa, la sua foto ritrovata nella tasca della giacca di Pedro, la visita all'ospedale, François de Guise che casualmente si trovava nello stesso posto e la cui morte sembra averla lasciata indifferente. Dopo la difesa della propria condotta, la moglie passa all'attacco rimproverando al marito avvenimenti accaduti riguardanti la loro vita di coppia. Poco dopo Catherine visita la mostra al Centro culturale dedicata a Pedro Abrunhosa, lo incontra, egli si muove ancora con le stampelle a causa dell'incidente. Lui cerca di trattenerla, lei se ne va dopo brevi battute di circostanza: «Mio marito mi attende, ci vediamo». Pedro rimasto solo accenna un motivo musicale con parole adatte, per quanto lo riguarda, alla situazione. Inoltratosi in seguito nei Giardini del Lussemburgo è ancora una scultura che attira il suo sguardo, si tratta della statua in bronzo chiamata L'attore greco. L'uomo si siede su una panchina e casualmente si trova oltre la siepe che lo separa dalla coppia de Clèves che sta discutendo. In questo modo sente la confessione di Catherine al marito dove dichiara di essere innamorata di Pedro Abrunhosa, ma che mai ha ceduto a questo sentimento. Catherine chiede, se il marito è d'accordo, di poter lasciare temporaneamente la casa per poter gestire l'oscuro sentimento e tornare poi come guarita per vivere un rapporto di amicizia e stima a un livello assolutamente ineguagliabile. Monsieur de Clèves apprezza la sincerità, ma ciò non impedirà che, di fatto, egli precipiterà in una malattia che in poco tempo lo avrebbe portato alla morte. Catherine si rende conto dell'amore del marito la cui sofferenza lo consuma. Torna dall'amica religiosa: «Mi ama e io non lo merito». «Nessuno può amare contro la volontà del proprio cuore» ricorda l'amica. Vedova addolorata torna ai Giardini di Lussemburgo, teatro della confessione al marito. Vi trova Pedro Abrunhosa in atteggiamento abbattuto, alla vista ne è spaventata e si allontana in fretta. Pedro la insegue inutilmente, si ferma osservando la Statua di Pan che suona il flauto per poi arrivare fino a sotto casa di Catherine che lo osserva un po' dalla finestra per poi chiudere la tenda quasi trasparente. La religiosa non comprende perché Catherine fugga da una passione così forte ora che entrambi sono liberi. Chiaramente capisce che la memoria del marito impedisce all'amica di sentirsi libera di amare. Ma c'è un altro motivo, dice Catherine, l'impossibilità di sopportare una nuova delusione, che risulterebbe fatale per la propria vita, delusione peraltro molto probabile trattandosi di un idolo del pubblico femminile. Catherine intende coltivare i ricordi più felici della sua vita, quelli dell'infanzia, e intende riviverli frequentando periodicamente l'amica. Ella risponde che dovrebbe scegliere tra la vita mondana da vivere fino in fondo o prendere l'abito religioso. «Sarebbe giusto, ma mi manca la vocazione». Questa scena del chiostro del convento è rotta dall'urlo privo di immagine di Pedro Abrunhosa che da il via al suo concerto. Rock durissimo sull'onda del rap. Ritorno a Parigi e ricerca di Catherine da parte di Pedro, ella è introvabile, L'uomo di reca da Madame da Silva per avere notizie che nessuno ha più da un po' di tempo. Madame da Silva ha un'idea, quella di cercarla dalla sua amica d'infanzia, la religiosa. Si reca da lei preoccupata lei stessa oltre che su richiesta accorata di Pedro. Neanche l'amica sa dov'è, a volte ha ricevuto sue lettere, ma al momento neanche quelle. L'amica riceve finalmente una lunga lettera di Catherine scritta su diversi fogli, dall'Africa. Catherine inizia scrivendo che nessuno deve sapere della lettera specialmente la persona che l'amica sa bene. Missionaria in Africa, grazie ad un incontro con una donna che si stava imbarcando per raggiungere una missione rivolta a bambini piccoli e che dà alloggio a centinaia di rifugiati. Essi patiscono le più grandi sofferenze per le guerre fratricide che vi pullulano. La lunga lettera dà il senso della scelta di Catherine. Si chiude la scena del convento con le suore che si ritirano. Il sipario del film è chiuso dalla canzone Será eseguita da Pedro Abrunhosa in concerto, ripresa a camera fissa. 

## Critica
Jacques Parsi, che ha collaborato direttamente al film sia come consulente a livello artistico sia per il testo in francese, nel suo libro dedicato al regista portoghese, annota, nella trama, come Catherine, non avendo trovato sostegno al proprio insostenibile conflitto nel marito, che ne muore, pur riguardando il suo di conflitto, cerchi conforto nell'amica d'infanzia che, sia detto per inciso, risponde umanamente, mettendo tra parentesi la sua condizione di suora. Nel libro di Parsi è poi riportato un estratto da un articolo di Alain Masson tratto da Positif n. 453, dove la storia è interpretata con la formula da cui risulta che c'è qualcuno che guarda un altro che guarda qualcun altro.

## Riconoscimenti
- Festival di Cannes 1999
  - Premio della giuria
- 2000 - Centro di Ricerca per la Narrativa e il Cinema di Agrigento
  - Efebo d'oro